# Osage Allotment Act

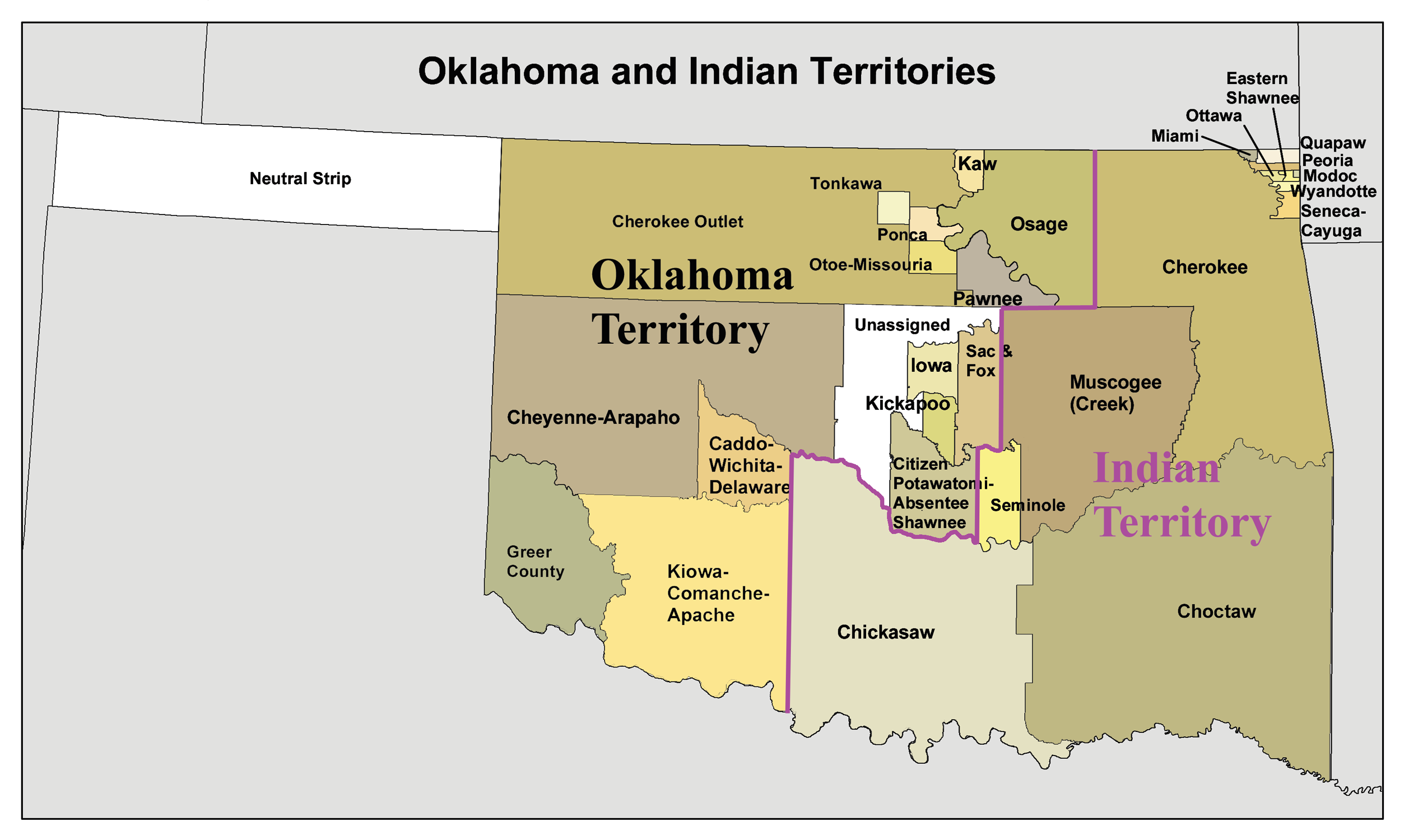
Oklahoma um 1890. Das Stammesgebiet der Osage befindet sich im Nord-Osten von Oklahoma

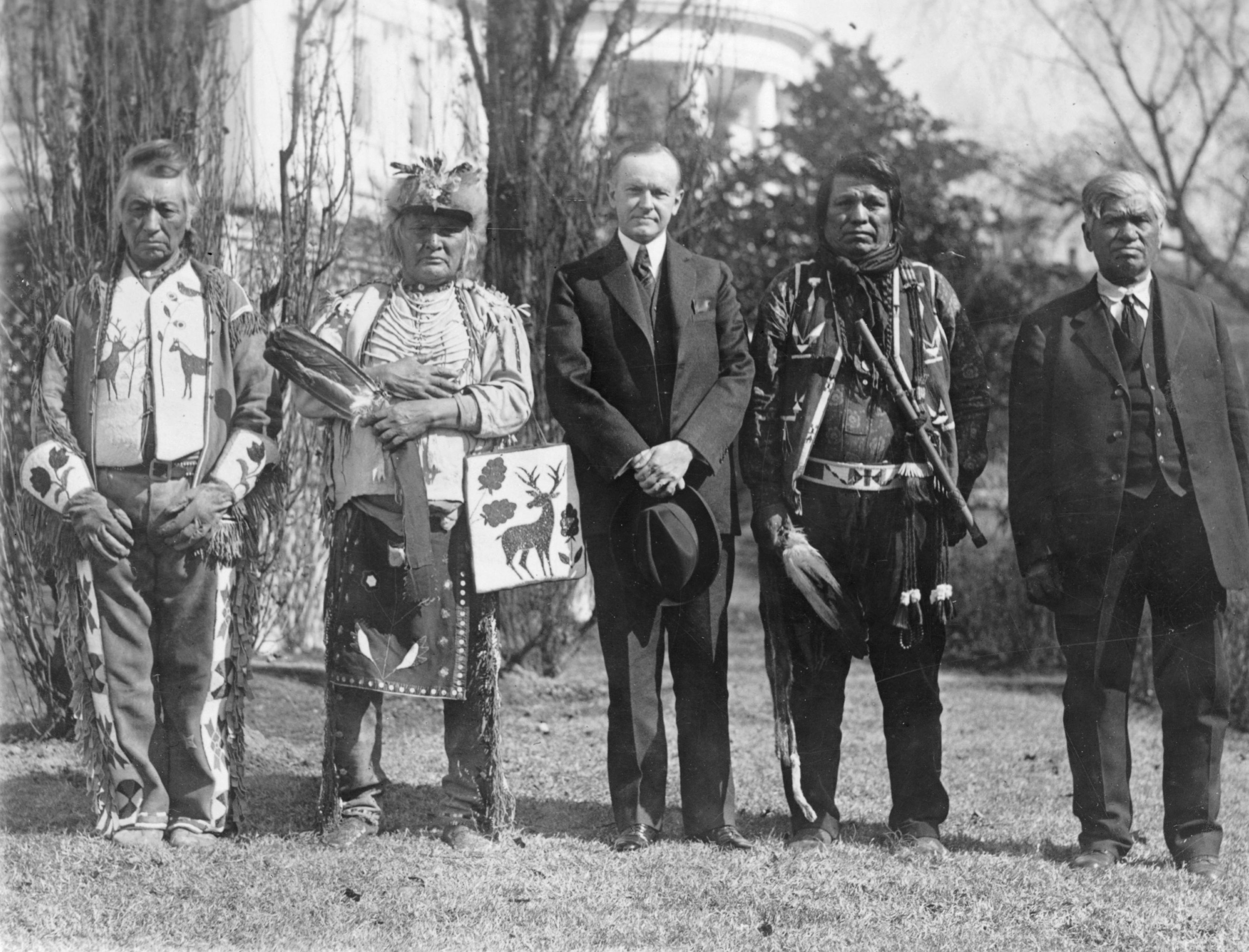
US-Präsident Calvin Coolidge mit vier Osage-Indianern 1924

Als Osage Allotment Act (34 Stat. 539) wird ein Gesetz bezeichnet, welches am 28. Juni 1906 vom Kongress der Vereinigten Staaten verabschiedet wurde. Das Gesetz beschäftigt sich mit der Zuweisung von Land an Mitglieder des Indianerstammes der Osage im Bundesstaat Oklahoma. Grundlagen des Gesetzes waren der Dawes Act und der Curtis Act.
Der Osage Allotment Act unterscheidet sich erheblich von anderen Gesetzen dieser Zeit, welche die Zuweisung von Stammesland an individuelle Stammesmitglieder zum Inhalt hatten. Dieser als Allotment bezeichnete Vorgang wurde auf fast alle Indianerstämme der USA angewendet. Normalerweise wurden den Mitgliedern eines Stammes zwischen 40 und 160 Acres Land zugesprochen. Überschüssige Stammesgebiete mussten an weiße Siedler verkauft werden. Da der Osage-Stamm sein Reservatsgebiet 1870 von den Cherokee käuflich erworben hatte, wurde das gesamte Stammesgebiet an die Mitglieder des Stammes verteilt und keine Überschüsse an Weiße verkauft. Ein zweiter wesentlicher Unterschied war die Behandlung von Bodenschätzen. Da 1906 schon absehbar war, dass das Gebiet der Osage Reservation über sehr viel Erdöl verfügte, wurde beschlossen, dass die Rechte beim Stamm verbleiben sollten. Die Schürfrechte sollten vom Bureau of Indian Affairs (BIA) verwaltet werden, Gewinne sollten an die stammeseigene Gesellschaft Osage Mineral Estate ausgeschüttet werden. Die Osage Mineral Estate verteilte die Gelder an die Grundstückseigentümer. Wie in ähnlichen Gesetzen dieser Zeit war ein Vormund für die Stammesmitglieder vorgesehen, da man es den Indianern nicht zutraute, Geschäfte abzuschließen. Das Gesetz musste 1924 revidiert werden. Die Abgabe von Land an Nicht-Stammesmitglieder wurde unterbunden, da es zu mehreren Hundert Morden an Besitzern dieser Ländereien gekommen war. Der Stamm schüttete zeitweise über 16.000 Dollar (heute 200.000 Dollar) pro Jahr an jedes Stammesmitglied aus. Verbrecherbanden versuchten an die Grundstücke zu kommen. Auch wurde die Vormundschaft verbrecherisch ausgenutzt durch Rechtsanwälte. Am 3. Dezember 2004 bestätigten der Kongress und der Präsident der Vereinigten Staaten, George W. Bush, die Rechte an den Bodenschätzen. Dieses Gesetz ist als Osage Reaffirmation Act bekannt. (Public Law 108–431)
1999 begann der Stamm das BIA wegen Veruntreuung von Geldern aus Schürfrechten zu verklagen. Am 14. Oktober 2011 wurde eine Entscheidung gefällt: Der Stamm bekam 380 Millionen Dollar vom United States Court of Federal Claims
als Entschädigung zugestanden. Der Stamm hatte damals 16.000 Mitglieder. Es wurde festgestellt, dass das BIA systematisch Gelder unterschlagen hatte. 2014 wurden auf dem Gebiet der Osage Mineral Estate 14.500 Ölquellen ausgebeutet. Bis 2027 sollen 7500 zusätzliche Quellen erschlossen werden. Zwischen 1212 und 1227 wird erwartet, dass der Stamm dadurch 13.6 Milliarden Dollar an Einnahmen generieren wird. Durch den Osage Allotment Act wurde der Stamm zum reichsten Stamm der Vereinigten Staaten. Das Osage Mineral Estate wird vom Osage Mineral Council verwaltet.
OB das BIA auch in der Zukunft die Einnahmen aus dem Öl- und Gasgeschäft für den Stamm verwalten wird, bleibt abzuwarten.
Anderseits verlor der Stamm 2010 einen Feststellungsprozess vor dem United States Court of Appeals for the Tenth Circuit. Der Prozess ging unter dem Namen Osage Nation v. Oklahoma in die Geschichtsbücher ein. Es ging bei dem Prozess um die Frage, ob die Reservation durch das Osage Allotment Act aufgelöst worden sei. Das Gericht bestätigte die Auflösung durch den Kongress. Konkret ging es um die Frage, ob eine Osage, welche beim Stamm beschäftigt war, Steuern des Staates Oklahoma entrichten muss. Wäre die Reservation nicht aufgelöst worden, müsste die Angestellte keine Steuern bezahlen, obwohl sich ihr Grundstück nicht in Trust befand. Das Gericht entschied, dass sie die Steuern bezahlen muss, da die Steuerfreiheit nur für Trust Land (Stammesgebiet) und nicht für Fee Land (Privatland) gilt. Die Reservation wurde also in ihren Grenzen aufgelöst durch das Allotment (Verteilung des Landes an die Familien des Stammes). Anderseits anerkennt das Bureau of Indian Affairs Osage County weiterhin als Stammesgebiet an. 2020 verfügte der Stamm über ein Stammesgebiet von 135.000 Acres (546 km²). Das County hat eine Fläche von 5967 km². Der Großteil der Bewohner sind Nicht-Stammesmitglieder. Es bleibt abzuwarten, was die Stammesregierung nach dem Erfolg der benachbarten Muskogee-Indianer vor dem Obersten Gerichtshof der Vereinigten Staaten unternimmt. (Siehe McGirt v. Oklahoma und Sharp v. Murphy). 2011 wurde eine Revision des Urteils vom selben Gericht nicht zugelassen.
Durch den Osage Allotment Act wurde festgelegt, wer Mitglied des Indianerstammes war. Durch das Gesetz wurde eine Liste geschaffen, welche 2229 Namen umfasste. Jeder Eingetragene bekam 657 Acres Land. Das Recht auf das Land nannte sich „headright“ und konnte an die Kinder weitergegeben, also vererbt, werden. Doch die Anzahl der Stimmen im Tribal Council vermehrte sich nicht, was zu einem Splitting der Wahlrechte führte. Im Osage Allotment Act
wurde nicht festgelegt, wie sich Stammesmitgliedschaft definiert. Es zählten die Unterlagen aus dem Jahr 1906. Osage, welche 1906 nicht in der Liste standen, gingen leer aus. Dies führte zu Spannungen zwischen Osage mit „headright“ und Osage ohne „headright“. 1990 verklagte William S. Fletcher zusammen mit drei weiteren Osage den Stamm. Er forderte „ein Mann – eine Stimme“. In der Verfassung des Stammes von 1994 wurde dieser Status noch einmal zementiert. Nur Besitzer von „headrights“ durften an den Wahlen teilnehmen. 13.000 waren nicht wahlberechtigt, zirka 4000 waren es. Aber auch einige Nicht-Stammesmitglieder waren wahlberechtigt, wenn z. B. ein Besitzer eines „headrights“ dieses an eine Kirche vererbt hatte. Und viele waren nur mit weniger als einer Stimme wahlberechtigt. Doch Fletcher zog vor ein Bundesgericht mit der Begründung, dass der Osage Allotment Act  und die Verfassung des Stammes nicht der Verfassung der Vereinigten Staaten vereinbar sei. Und Fletcher bekam Recht. Am 10. Juni 1997 entschied der United States Court of Appeals for the Tenth Circuit im Fall Fletcher v. United States, dass das Gesetz und die dadurch abgeleitete Verfassung des Stammes gegen die Verfassung der Vereinigten Staaten verstießen. Doch dies führte zu großen Irritationen. Da die Verfassung von 1994 als nicht rechtmäßig erklärt wurde, galt wieder die Liste des Osage Allotment Act von 1906. Danach wären nur noch 26 Osage stimmberechtigt gewesen. Der jüngste Wähler wäre 90 Jahre alt gewesen. Am 11. März 2006 wurde eine neue Verfassung verabschiedet, wobei die Stimmberechtigung nicht mehr allein auf dem Osage Allotment Act baut. Möglich wurde dies durch den Osage Reaffirmation Act, unterzeichnet von George W. Bush. Das Gesetz erklärte, dass der Stamm sich eine Verfassung, welche nicht auf den Listen des Osage Allotment Act aufbaut, geben darf. Stimmberechtigung beim Stamm und Teilhaberschaft am Osage Mineral Estate wurden getrennt. Aber auch diese Regelung sorgt für Verbitterung. Nachdem der Stamm am 14. Oktober 2011 eine Entschädigung von 380 Millionen Dollar erhalten hat, stellt sich die Frage, wer berechtigt ist, diese Zahlungen zu erhalten.